# Diego Vásquez
Diego Martín „Barbie” Vásquez Castro (ur. 3 lipca 1971 w San Martín) – argentyński piłkarz z obywatelstwem honduraskim występujący na pozycji bramkarza, trener piłkarski, od 2023 roku prowadzi Motaguę.
W 2002 roku otrzymał honduraskie obywatelstwo.